# Bruno Fratus
Bruno Giuseppe Fratus, född 30 juni 1989 i Macaé, är en brasiliansk simmare.
Fratus tävlade i två grenar för Brasilien vid olympiska sommarspelen 2012 i London. Han slutade på 4:e plats på 50 meter frisim samt var en del av Brasiliens lag som blev utslagna försöksheatet på 4 x 100 meter frisim. 
Vid olympiska sommarspelen 2016 i Rio de Janeiro slutade Fratus på 6:e plats i finalen på 50 meter frisim. Vid olympiska sommarspelen 2020 i Tokyo tog Fratus brons på 50 meter frisim.